# Zyklonenfamilie
Zyklonenfamilie, auch Zyklonenserie, bezeichnet eine Folge von Tiefdruckgebieten (Zyklonen) an derselben Frontalzone. Üblicherweise besteht eine Zyklonenfamilie aus drei bis fünf Zyklonen, die sich im Abstand von ein oder zwei Tagen voneinander bewegen.
Typisch für die Westwetterlagen, welche in Europa ganzjährig vorkommen, sind die nordatlantischen Zyklonenfamilien. Dabei bleibt das Wetter wechselhaft mit viel Niederschlag und Wind, unterbrochen von kurzfristigen Aufheiterungen.